# Jud Süß - Film ohne Gewissen
Jud Süß - Film ohne Gewissen es una película germano-austriaca del director Oskar Roehler, presentada a concurso en la Berlinale 2010 (60.a edición del Festival Internacional de Cine de Berlín). Narra la historia de la grabación de la película de propaganda nazi El judío Süß (Jud Süß).

## Sinopsis
Berlín, 1939. Joseph Goebbels, ministro para la Ilustración Pública y Propaganda del Tercer Reich entre 1933 y 1945, financia una película que, según él, ha de presentar un alto nivel artístico a la vez que instruir al pueblo alemán contra la "judeidad". Escoge al actor de segundo rango Ferdinand Marian, de origen austriaco, para interpretar al protagonista de la película El judío Süß,que debe difundir todos los clichés antisemitas. Marian, inicialmente muy reticente, finalmente acepta el papel. Gracias al éxito de la película se convierte, a su pesar, en una estrella del cine del Tercer Reich. Pero la caída del régimen conlleva también el fin de su carrera y la separación de su familia, pues seguirá siendo irremediablemente asociado a la película más notable de la propaganda nazi.
Esta película trata sobre la creación de la película de 1940 (traducida en español como El judío Süß), dirigida por Veit Harlan, hoy en día prohibida en Alemania. Así pues, es una película sobre la grabación de una película de propaganda antisemita, encargada por el jefe de la propaganda del régimen. El director ha optado por una paleta de colores muy poco saturados (muy cerca del blanco y negro), lo que le confiere un acabado típico de la estética de las películas de los años 1940 y permite insertar extractos auténticos de la película Jud Süß.

## Ficha técnica
- Título original: Jud Süß - Film ohne Gewissen
- Título en francés: Goebbels et le Juif Süss : Histoire d'une manipulation (las traducciones previas eran Jud Süss - Un film sans conscience o Jud Süss - Grandeur et Décadence).
- Título en inglés: Jew Süss - Rise and Fall
- Dirección: Oskar Roehler
- Guion: Klaus Richter con la colaboración de Oskar Roehler y Franz Novotny basándose en el libro de Friedrich Knilli
- Productor: Alexander Glehr
- Producción: Novotny & Novotny Filmproduktion GmbH
- Música: Martin Todsharow
- Países de origen: Alemania, Austria
- Especificaciones técnicas: Color, Dolby, 1.85:1
- Duración: versión alemana: 114 minutos
- Fecha de estreno: Festival Internacional de Cine de Berlín: 18 de febrero de 2010, desconocida actualmente.

## Reparto
- Tobias Moretti: Ferdinand Marian
- Moritz Bleibtreu: Joseph Goebbels
- Martina Gedeck: Anna Marian
- Justus von Dohnányi: Veit Harlan
- Heribert Sasse: Deutscher
- Martin Feifel: Knauf
- Anna Unterberger: Britta
- Milan Peschel: Werner Krauß
- Armin Rohde: Heinrich George
- Paula Kalenberg: Kristina Söderbaum
- Erika Marozsán: Vlasta
- Ralf Bauer: Fritz Hippler
- Robert Stadlober: Lutz
- Martin Butzke: Malte Jäger
- Rolf Zacher: Erich Engel

## Sobre la película
- La película supuso un escándalo durante su proyección en el Festival Internacional de Cine de Berlín, donde recibió pitidos y abucheos.[2]
- La película resultó seleccionada en el Festival Internacional de Cine de Berlín 2010 para competir por el Oso de Oro.

## Premios y nominaciones
La película cuenta con once nominaciones y dos premios. Además de haber sido nominada al Oso de oro en 2010, en el año 2011 recibió dos nominaciones a los Premios del Cine Alemán, tres a los Premios del Cine Austriaco, una a los Premios de la Asociación de Críticos de Cine Alemán y cuatro a los Premios Romy. En cuanto a las categorías en las que resultó ganadora, la película obtuvo el Romy a mejor dirección de fotografía y el Premio del Cine Austriaco a mejor maquillaje.

## Berlinale 2010
En la página web de la Berlinale se puede encontrar el programa de ese año sobre la película en el que se incluye un resumen de esta con su ficha técnica, así como la biografía y filmografía del director, Oskar Roehler, en alemán, inglés y francés. Además, en la web se pueden encontrar fotografías y vídeos de la conferencia de prensa y de la alfombra roja.

## La  dimensión metacinematográfica deGoebbels y el judío Süß
El metacine es una modalidad de metaficción que se puede definir como una práctica reflexiva que implica la acción cinematográfica con el propósito de ilustrar el cine: es hacer cine sobre el cine. En la introducción del artículo titulado El metacine como práctica cinematográfica: una propuesta de clasificación, su autor, Fernando Canet, lo define como "el ejercicio cinematográfico que permite al cineasta reflexionar sobre su medio de expresión a través de su práctica, en el que el cine se mira al espejo con la pretensión de conocerse mejor”.
Siguiendo esta definición, Jud Süß - Film ohne Gewissen formaría parte de esta tendencia, pues cuenta la historia del rodaje de la película de propaganda nazi Jud Süß, de su actor Ferdinand Marian y de su relación con el ministro de la propaganda nazi Joseph Goebbels. En este sentido, hablamos de ese "hacer cine sobre cine".